# Schedorhinotermes brevialatus
Schedorhinotermes brevialatus es una especie de termita subterránea del género Schedorhinotermes, de la familia Rhinotermitidae, orden Blattodea. Fue descrita por Haviland en 1898.

## Distribución
Se distribuye por Asia: Indonesia y Malasia.

## Tratamiento taxonómico
Fue publicada en Haviland, G.D. (1898) Observations on termites; with descriptions of new species. Journal of the Linnean Society of London (Zoology) 26, 358–442 + 4 pls.